# Spinalonga
Spinalonga (gr. Σπιναλόγκα) – niewielka grecka wyspa, położona niecały kilometr od wybrzeża Krety, w jej północno-wschodniej części, w administracji zdecentralizowanej Kreta, w regionie Kreta, w jednostce regionalnej Lasiti, w gminie Ajos Nikolaos.

## Historia
Najczęściej uważa się, że wyspa powstała podczas trzęsienia ziemi, odłączając się od półwyspu o tej samej nazwie ok. 1500 r. p.n.e. Jednak inni twierdzą, że to Wenecjanie w 1526 r. zniszczyli połączenie z lądem, a z uzyskanych skał wapiennych zamierzali zbudować na wyspie fortyfikacje.
Nazwa wyspy znaczy po włosku „długi cierń”. Inspiracją dla Wenecjan do nadania takiej nazwy była znana im wysepka o takiej właśnie nazwie, leżąca w pobliżu Wenecji (obecna nazwa: Giudecca). 
W 1579 roku Wenecjanie zbudowali na wyspie fortecę na miejscu starego akropolu. Wenecjanie utracili wyspę w 1715 roku wskutek podbicia Krety przez Turków. W latach 1903–1957 na wyspie znajdowało się jedno z ostatnich w Europie leprozoriów. Przez funkcjonującą na wyspie kolonię dla trędowatych przewinąć się mogło nawet 1500–2500 osób. Obecnie wyspa jest niezamieszkana.

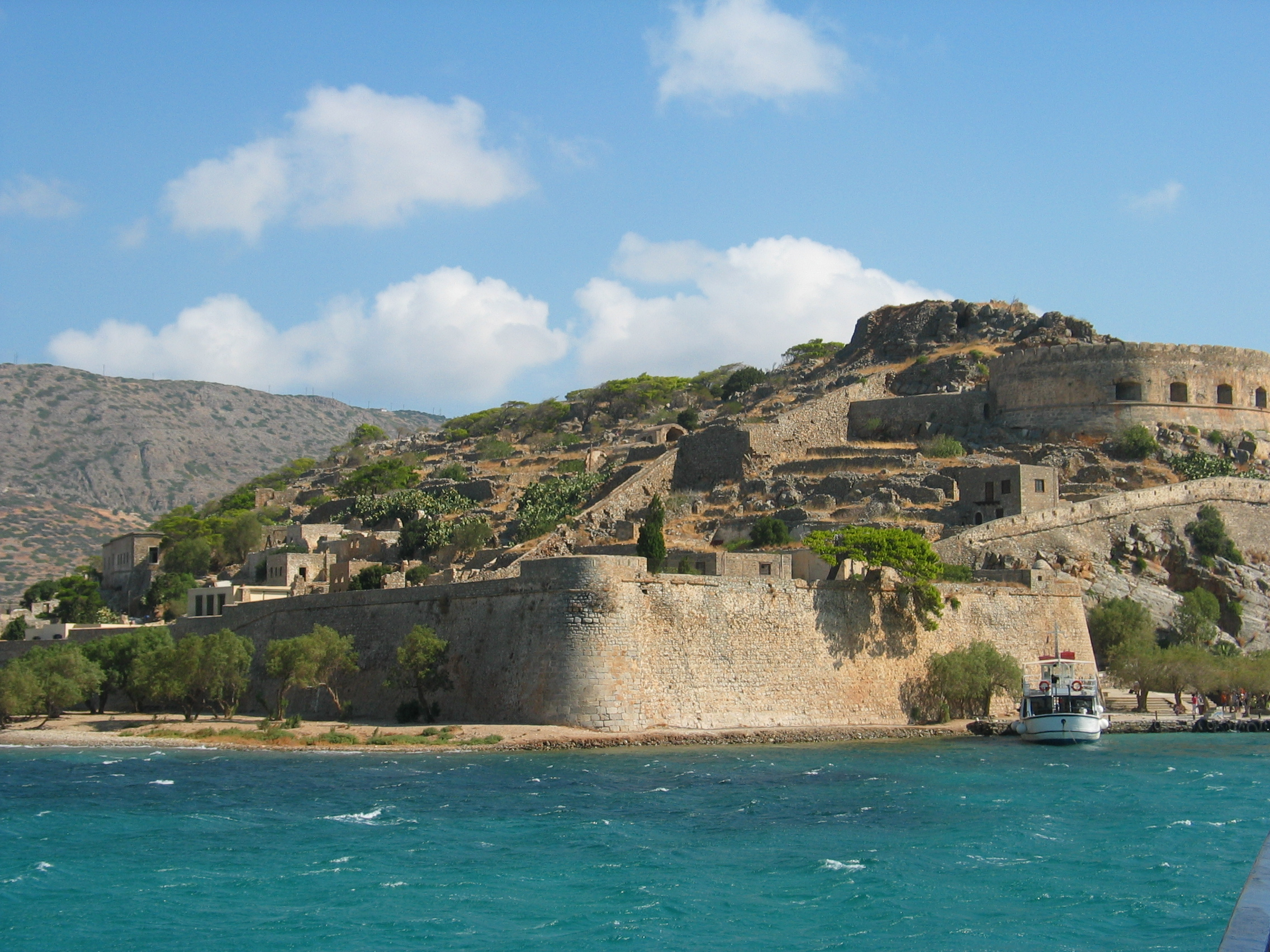
Część weneckiej fortecy
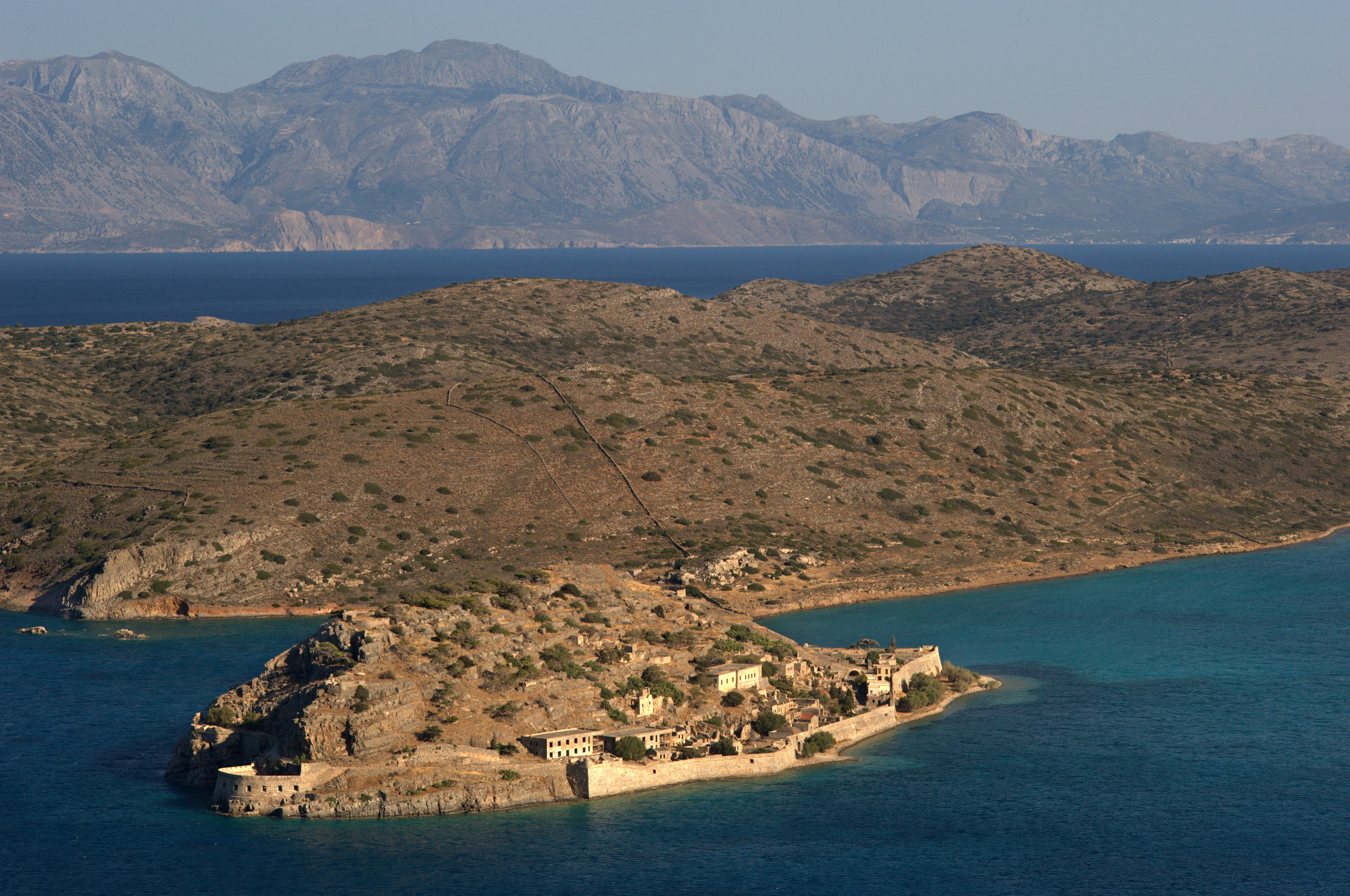
Panoramiczny widok lotniczy na wyspę

## Spinalonga obecnie
Spinalonga w swoim najwyższym punkcie ma 53 metry nad poziomem morza i jest stosunkowo mała – nieco ponad 34 hektary powierzchni.
Obecnie Spinalonga jest jedną z głównych atrakcji turystycznych Krety. Głównymi atrakcjami wyspy są wenecki fort, budynki leprozorium oraz prawosławna kaplica. Połączenie z wyspą gwarantują łodzie motorowe odpływające z miasta Ajos Nikolaos, miejscowości jednostki gminnej Elunda oraz wioski rybackiej Plaka.

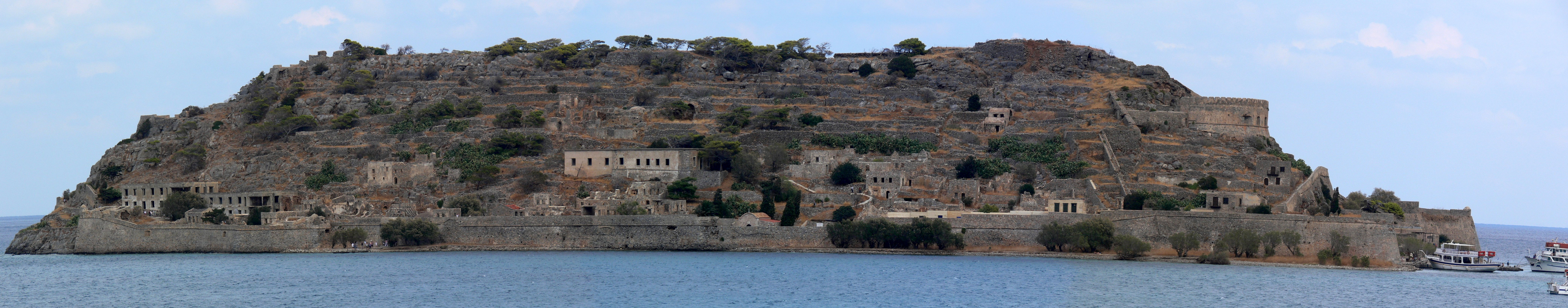
Zachodni brzeg Spinalongi – widok ogólny